# Гаїчка чорноборода
Гаїчка чорноборода (Poecile hypermelaenus) — вид горобцеподібних птахів родини синицевих (Paridae).

## Поширення
Вид поширений на півдні Китаю та у М'янмі.